# Cornélio Jansénio
Cornélio Jansénio (português europeu) ou Jansênio (português brasileiro) (em latim: Cornelius Otto Jansenius; em alemão: Cornelius Otto Jansen; Acquoy, 28 de outubro de 1585 – Ypres, 6 de maio de 1638), foi um filósofo e teólogo neerlandês. Fundou o jansenismo, doutrina que prega o rigor moral.

## Biografia
Iniciou seus estudos em 1602, na Universidade de Louvain, da qual se tornou professor a partir de 1617, liderando a teologia agostiniana, contra os jesuítas. Em 1635, indicado pelo rei da Espanha, tornou-se bispo de Ypres, na região flamenga da Bélgica. Morreu 3 anos depois.
Jansénio, reforçando Baius, reagiu contra o antigo otimismo pelagiano a respeito da vontade humana, tal como Agostinho e a Igreja oficial já o haviam feito na Idade Média. Tais ideias agora reacendiam dentro do espírito da Renascença e com os jesuítas, notadamente Molina.
A radicalização da posição agostiniana vinha ocorrendo desde Lutero e Calvino. Por isso a escola teológica jansenista tomou o aspecto de protestantismo dentro da Igreja Católica. Teve desdobramentos com base nos escritos de Jansénio, sobretudo após sua vida, com Arnauld e Nicole, ao mesmo tempo cartesianos.

## Jansenismo
Apesar de ser um movimento teológico fundado na doutrina de Santo Agostinho sobre a predestinação humana, o jansenismo prestigiou o cartesianismo, principalmente a partir do Convento de Port-Royal, em Magny-les-Hameaux, a sudoeste de Paris. O rigorismo moral dos jansenistas só não conflituava directamente com o cartesianismo porque o Descartes simplesmente se omitira sobre a ética e a política. Além disto importa advertir-se que Agostinho é uma fonte comum a Descartes e ao jansenismo.

## Obras

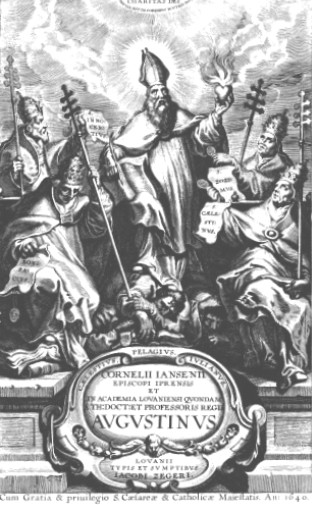
Frontispício do Agostinho, edição de 1640

- Comentários Bíblicos e Panfletos Polêmicos
- Agostinho (Augustinus, 1640), obra póstuma que serviu aos seus sucessores como fundamento para a campanha jansenista.